# Костел Святих Петра і Павла (Вільнюс)
Костел Святих Петра і Павла — католицька церква у районі Антакальніс міста Вільнюс.

## Історія

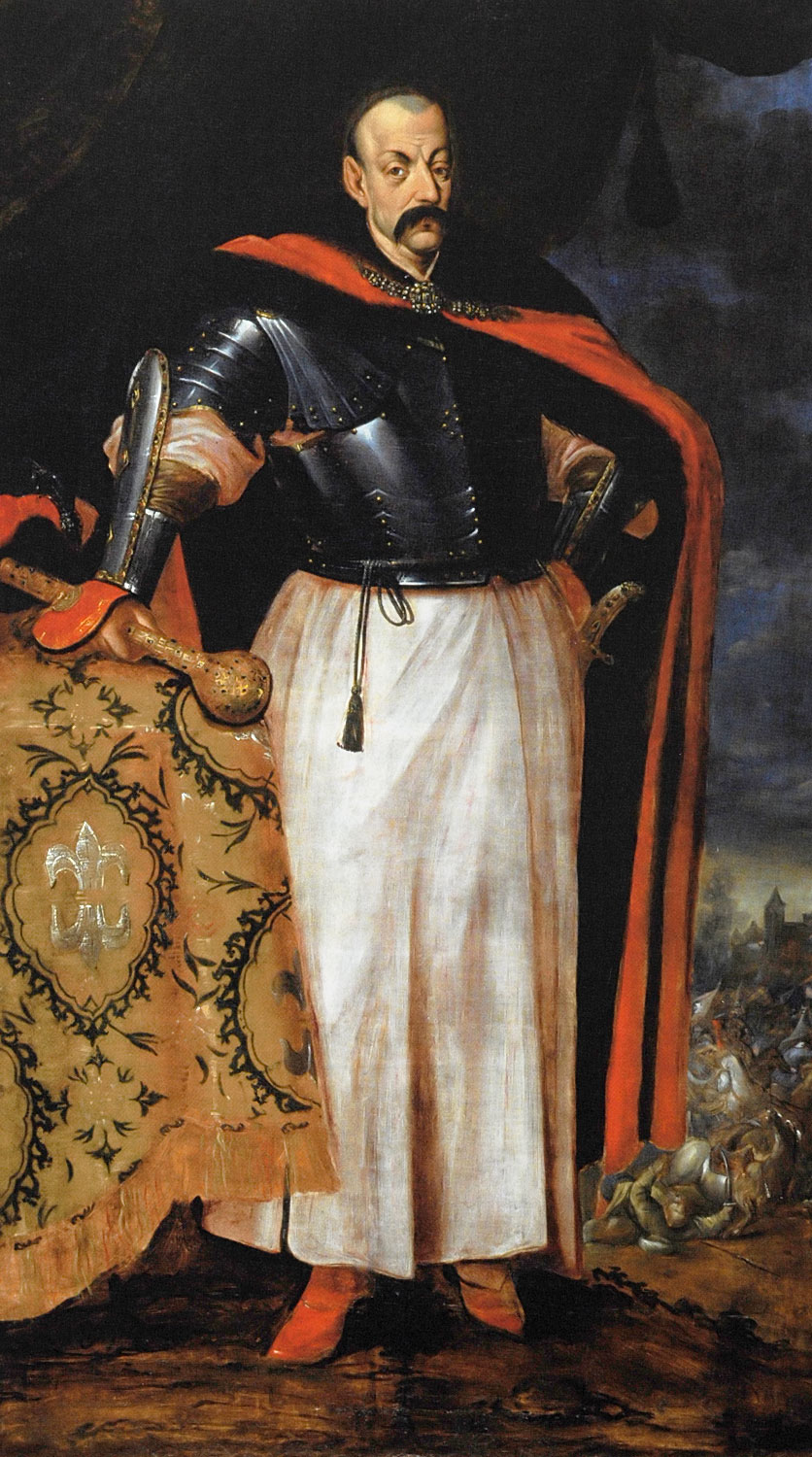
Портрет гетьмана у пресбітерію

Згідно з легендою церкву звели на місці колишнього язичницького капища.
У 1864 році біля цього місця був зведений дім латеранських каноніків (закритий росіянами в 1864).
Теперішня церква збудована після російського вторгнення середини 17 ст. У 1668 році великий гетьман литовський Михайло Казимир Пац та воєвода Вільнюса розпочинають будівництво церкви у Антакальнісі. Портрет гетьмана розміщений у пресбітерію костелу. Також у церкві знаходяться інші картини, серед яких «Святе розп'яття». Відомо, що гетьман Михайло Казимир Пац брав її з собою під час військових походів.
Напис вгорі другого ярусу над входом латиною «REGINA PACIS FUNDA NOS IN PACE» («Королева світу, зміцни нас в мирі») обігрує родове ім'я фундатора Паца. Над входом поміщений картуш з родовим гербом Паців — подвійна лілія з кільцем.

## Інтер'єр
Церква складається з нефу, шість каплиць з обох сторін та трансепту.
Декор інтер'єру з стукко  виконали італійські скульптори Джованні Галлі (Giovanni Maria Galli) та Пєтро Перті (Giovanni Pietro Perti).
Оформлення стін церкви білою непофарбованою ліпниною справляє вражаючий ефект. Російський драматург Олександр Островський у 1862 році писав, що зовні костел не представляє особливого; але всередині стіни і купол унизані ліпниною в такій кількості, що навряд чи де-небудь ще можна знайти подібну розкіш.
Освітлюється костел незвичною люстрою у формі корабля, що створена майстрами Латвії в 1905 році.
У XIX—XX століттях біля входу в костел стояли дві турецькі литаври, як стверджується в путівниках по Вільнюсу А. А. Виноградова та інших авторів, відібрані Пацом в битві під Хотином (1621).

## Галерея

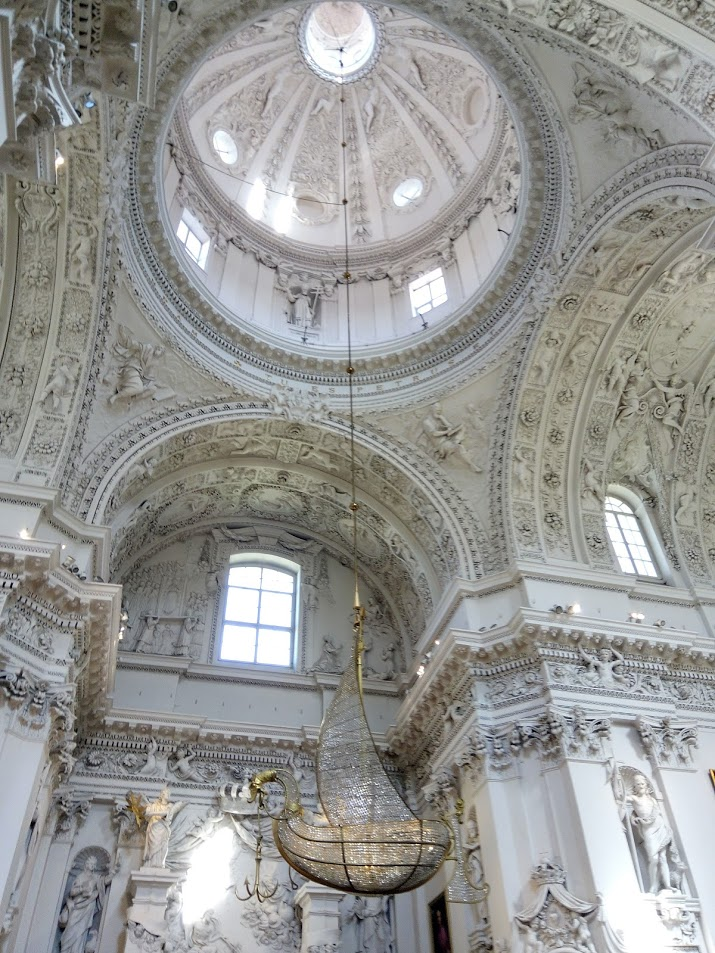
Люстра
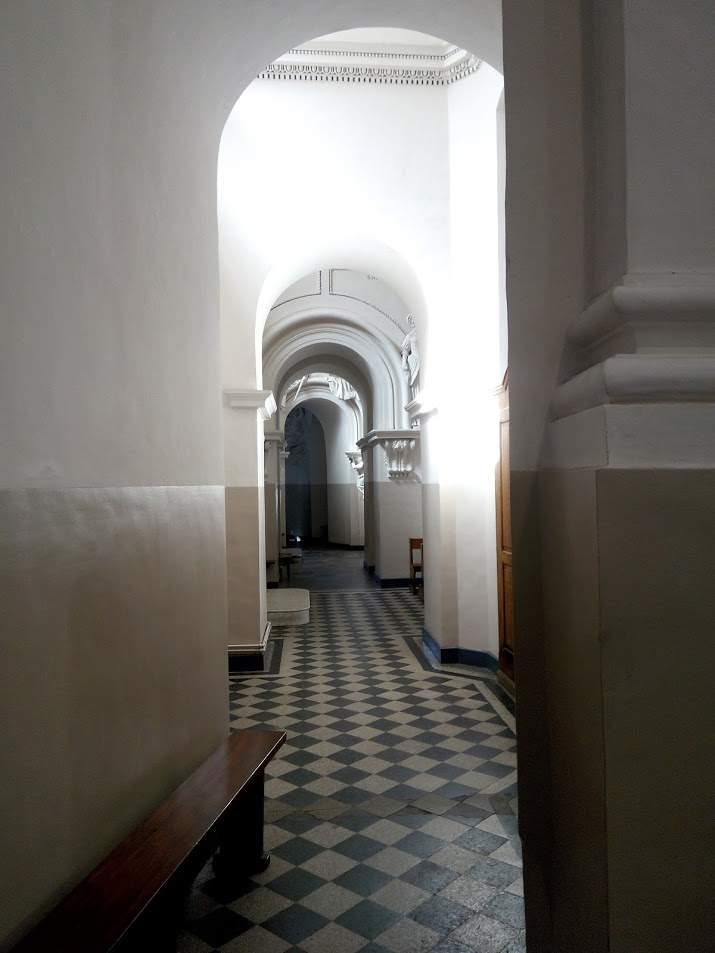
Коридор
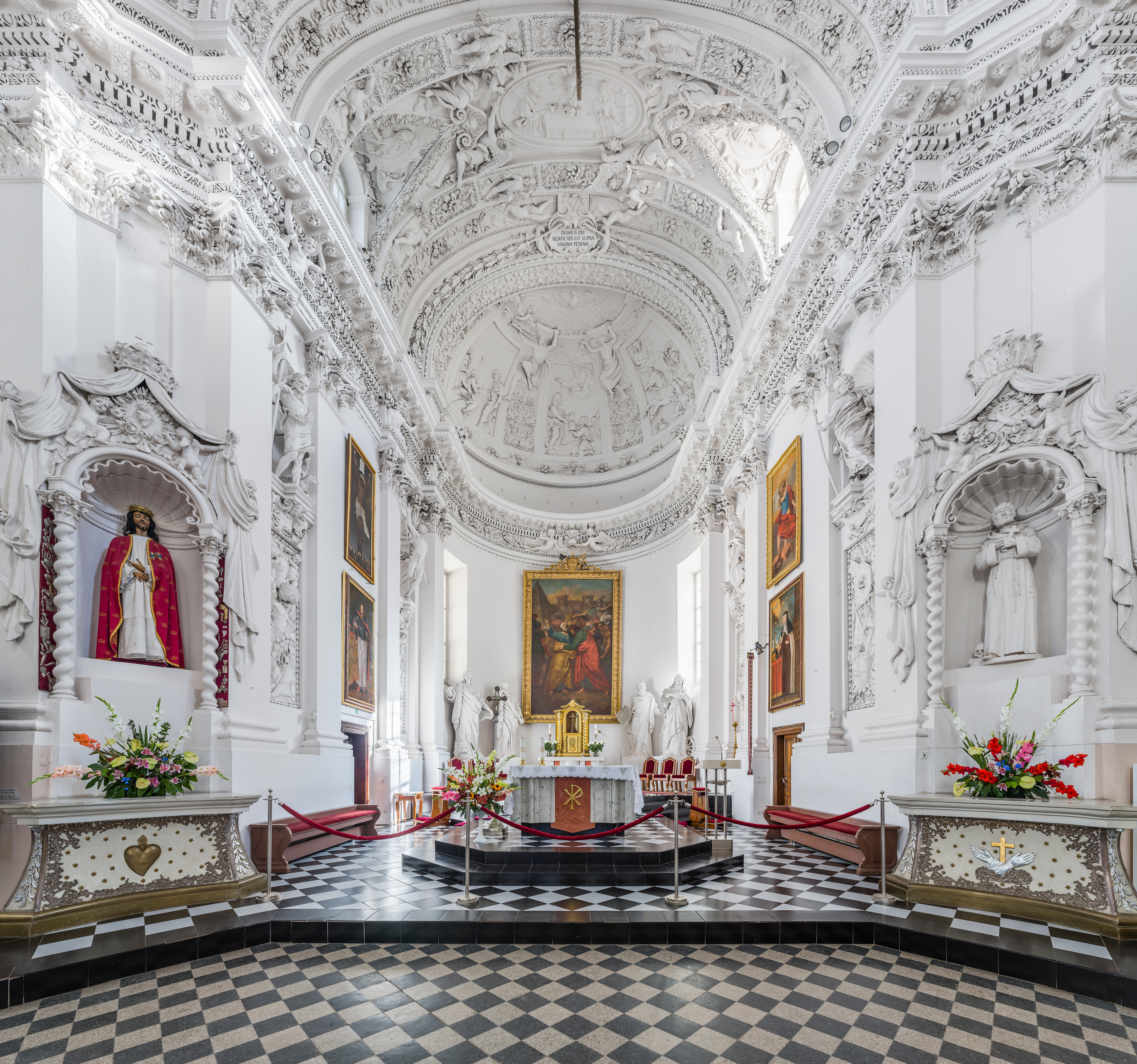
Вівтар
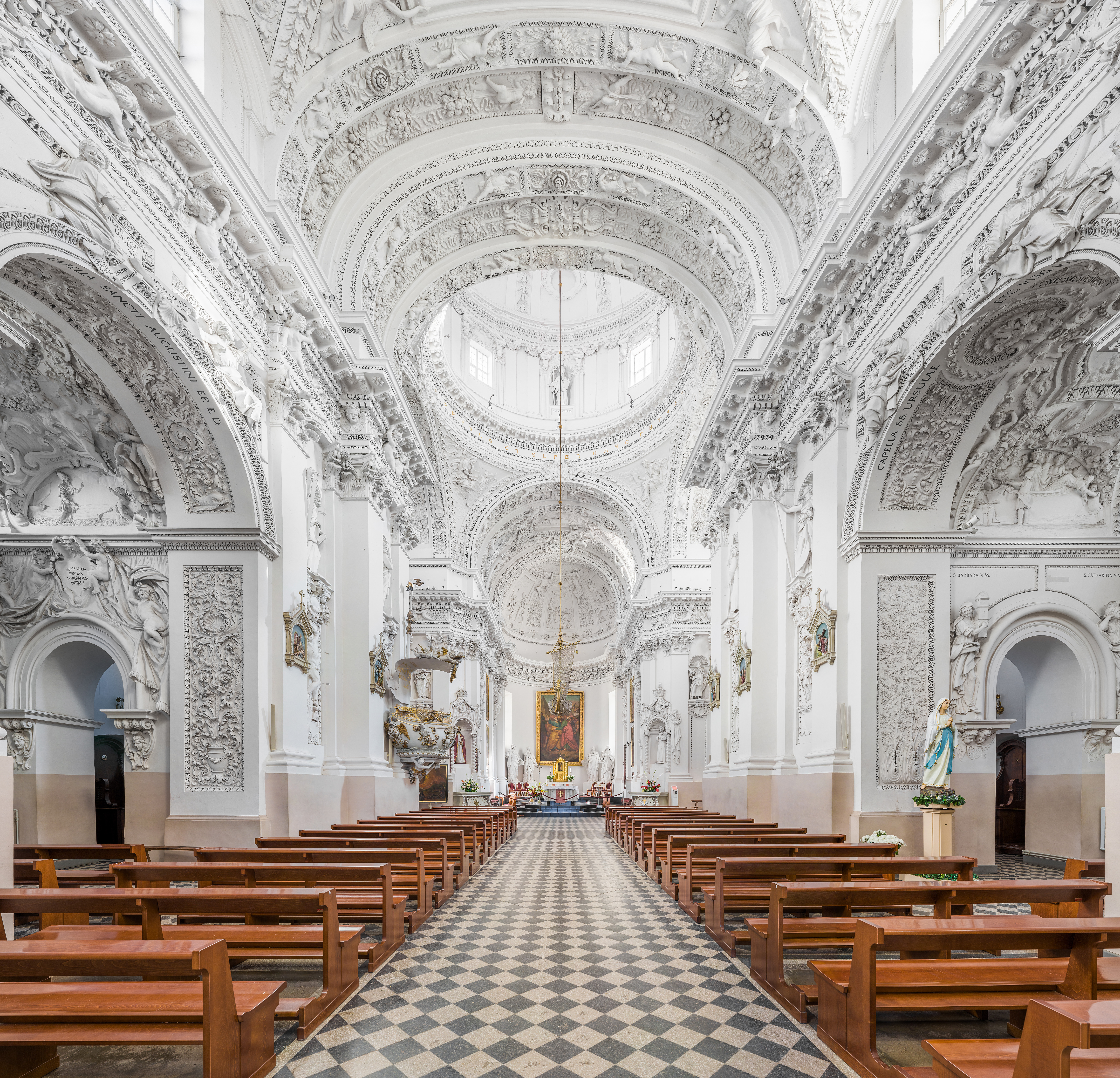
Центральний неф
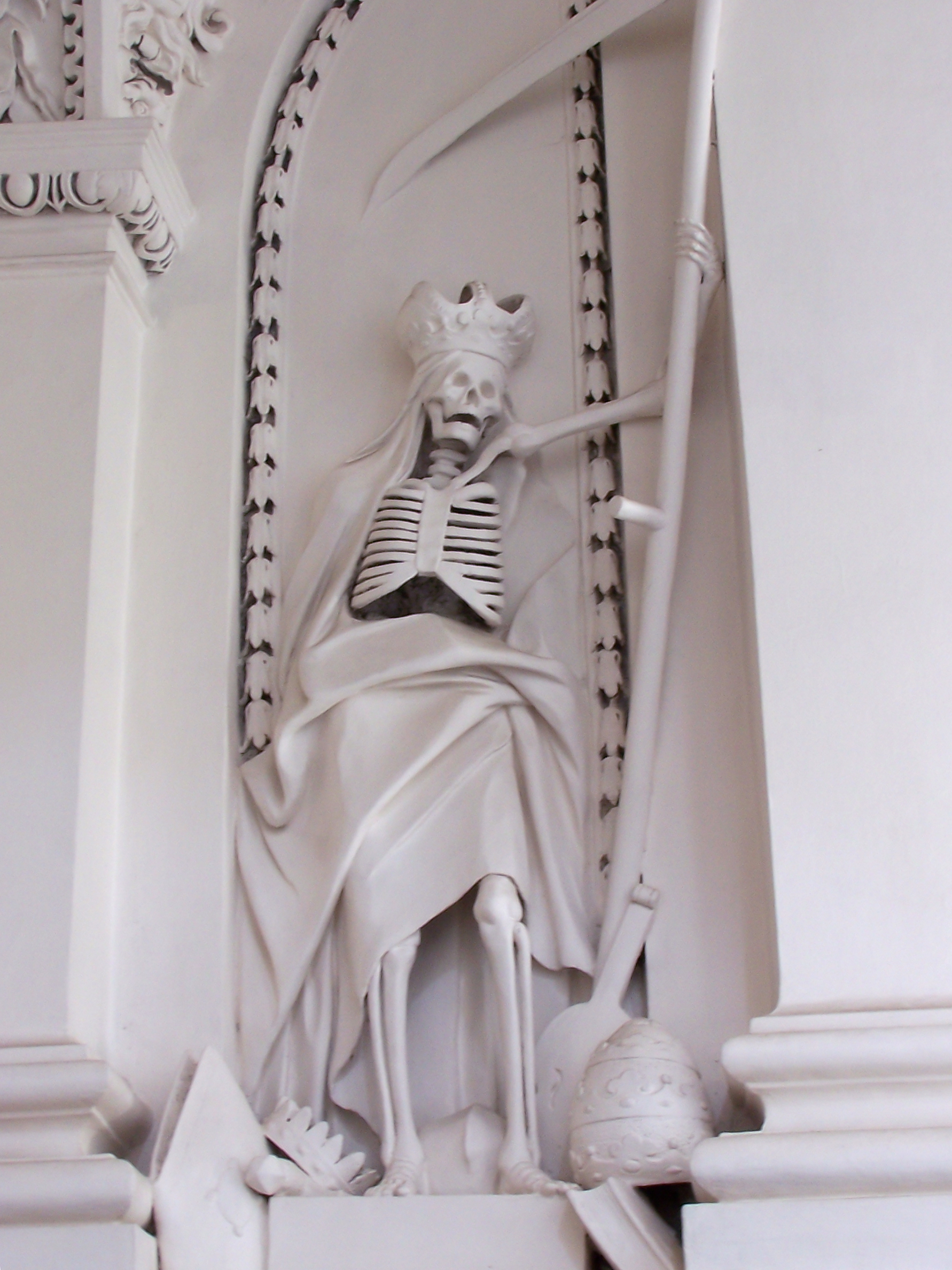
Скульптура танок смерті